# Луговий Антін Пантелеймонович
Антін Пантелеймонович Луговий (10 червня 1899, с. Вільхівчик, нині Тернопільська область — 18 листопада 1976, м. Вінніпеґ, Канада) — греко-католицький церковний діяч.

## Життєпис
Антін Луговий народився 10 червня 1899 року в селі Вільхівчику, нині Гусятинської громади Чортківського району Тернопільської области України.
Від 1900 — у Канаді. Навчався в Малій духовній семінарії (м. Сифтон), Колегії (м. Сен-Боніфас), Великій духовній семінарії (м. Монреаль).
1925 року рукоположений в сан священника єпископом Никитою Будкою. Служив на парафіях провінції Манітоба. У 1929–1944 роках був секретарем архієпископа Василя Ладики.
У доробку — підручники, молитовники, перекази біблійних історій, переклади «Апостола» та двомовний молитовник для українців, які були в складі канадської армії під час Другої світової війни.
Підтримував Орден Лицарів Колумба; на його честь названо один із відділів у Вінніпезі.
Помер 18 листопада 1976 року в місті Вінніпезі.